# Marinebasis Bur Sudan
Die Marinebasis Bur Sudan ist ein geplanter Marinestützpunkt der Russischen Seekriegsflotte im ostafrikanischen Sudan am Roten Meer im Zugangsbereich des strategisch wichtigen Seeweges Bab al-Mandab. Der Stützpunkt soll der Logistik dienen und die Wartung von Kriegsschiffen  ermöglichen (russisch Пункт материально-технического обеспечения Punkt materialno-technitscheskowo obespetschenija, wörtlich übersetzt: „Punkt der materialtechnischen Sicherstellung“). Russlands Einfluss in den arabischen Anrainern am Roten Meer und im Indischen Ozean soll gestärkt und der Kampf gegen die Piraterie unterstützt werden.

## Lage
Der Stützpunkt soll im Nordosten Afrikas am Roten Meer am nördlichen Stadtrand von Bur Sudan im Sudan gebaut werden.

## Russische Marinebasis
Der Vertrag zwischen Russland und dem Sudan sieht die Stationierung von bis zu 300 Personen vor, sowohl Zivilangestellte als auch Angehörige der russischen Marine. Die Basis soll Platz für bis zu vier Schiffe, inklusive nuklear angetriebener, bieten. Der Sudan soll Russland die Hafeninfrastruktur und ein Grundstück kostenlos für die nächsten 25 Jahre zur Verfügung stellen. Die Sicherheit der Marinebasis zu Land wird durch den Sudan sichergestellt, zu Wasser und in der Luft obliegt sie Russland. Der Vertrag soll jeweils automatisch um 10 Jahre verlängert werden. In diesem Zeitraum darf Russland jede Art von militärischer Ausrüstung oder Munition, welche für die Basis erforderlich ist, durch sudanesische Häfen und Flughäfen transportieren. Auf der Marinebasis selber gilt die russische Gerichtsbarkeit.

## Geschichte, politische und militärische Bedeutung
Das Rote Meer ist eine der weltweit wichtigsten Handelsstraßen, insbesondere für die Petrochemie. Politische Instabilitäten in der Region haben so einen Einfluss auf die Weltwirtschaft.
Lediglich von 1875 bis 1884 gab es in Sagallo (Osmanisches Reich, heute Dschibuti) einen russischen Kolonisierungsversuch. Mit dem Ende des Zweiten Weltkriegs änderte sich die Ausgangslage, und die beiden Admirale der Flotte der Sowjetunion Nikolai Gerassimowitsch Kusnezow und Sergei Georgijewitsch Gorschkow verwandelten die Sowjetunion in eine Seemacht. Das 8. Geschwader der Sowjetunion stand während des Kalten Krieges im Indischen Ozean der 7. Flotte der Amerikaner gegenüber. Eine Basis in Berbera in Somalia, welche die Sowjetunion von 1964 bis 1977 betrieb, musste sie aufgeben, nachdem sie im Ogadenkrieg Partei für Äthiopien ergriffen hatte. Eine neue Basis konnte 1978 auf der Insel Nakura errichtet werden, welche zu dem Zeitpunkt Äthiopien gehörte. Aber 1990 wurde die Insel im Eritreischen Unabhängigkeitskrieg von eritreischen Einheiten bedroht und von der Sowjetunion aufgegeben.
Einerseits konnte die Sowjetunion befreundete Häfen in der Region anlaufen, andererseits setzte Moskau auf Versorgungsschiffe, Tanker, schwimmende Werkstätten und Stützpunkte, um ohne nahegelegene Marinestützpunkte zu operieren. Der Atlantik und Pazifik waren Frontlinien im Kalten Krieg, nicht so der Indische Ozean, wo alle Parteien ein Interesse an einer freien Schifffahrt und der Bekämpfung der Seepiraten hatten.
Nach dem Zusammenbruch der Sowjetunion und in den beiden darauffolgenden Dekaden verlor Russland die Hochseemarine-Fähigkeit. Eine Rückkehr dazu gestaltet sich schwierig.
Bis zum Militärputsch und Regierungsbildung im Sudan 2019 war der Sudan des autokratischen Präsidenten Umar al-Baschir international isoliert. Die Übergangsregierung bemüht sich in der Folge um bessere Beziehungen mit der internationalen Gemeinschaft. Nicht nur Russland ist an einer Präsenz am Roten Meer interessiert. - Bei seinem Besuch in Bur Sudan Ende 2017 hatte der türkische Präsident Recep Tayyip Erdogan eine Vereinbarung mit der damaligen sudanesischen Regierung über die Einrichtung eines Marinestützpunkts im historischen Hafen von  Sawakin wenige Kilometer südlich von Bur Sudan geschlossen. Diese Vereinbarung wurde jedoch von der sudanesischen Übergangsregierung im Jahr 2019 widerrufen. Weiterhin existiert die Chinesische Militärbasis in Dschibuti.